# Marcus Gomis
Marcus Theotim Gomis (28 febbraio 2000) è un cestista francese.
È il figlio di Joseph Gomis.